# Marek Matějovský
Marek Matějovský (* 20. prosince 1981, Stará Boleslav) je bývalý český fotbalový záložník a reprezentant, jehož kariéra byla spjata zejména s klubem FK Mladá Boleslav. Působil také v klubu AC Sparta Praha, mimo Česko v Anglii v klubu Reading FC. Po skončení hráčské kariéry nastoupil v FK Mladá Boleslav na pozici vedoucího mužstva.
Poslední zápas své profesionální kariéry odehrál ve svých 43 letech 25. května 2025 za FK Mladá Boleslav proti 1. FC Slovácko (výsledek 1:1). Po sezoně 2024/25 ukončil profesionální kariéru. V této sezóně se také stal nejstarším autorem hattricku v historii nejvyšší české fotbalové ligy (8. prosince 2024 v utkání SK Dynamo České Budějovice - FK Mladá Boleslav s výsledkem 0:4).

## Klubová kariéra

### FK Mladá Boleslav
Matějovský začal nastupovat ve 2. lize za A-mužstvo Mladé Boleslavi (kde předtím působil i jeho starší bratr Josef) ještě v dorosteneckém věku v sezóně 1999/2000. V dubnu 2001 si ho již jako hráče základní sestavy vyhlédl těsně před uzávěrkou přestupů ligový Jablonec, za půl roku ale za něj nastoupil jen jedinkrát v posledním ligovém kole a tak se v srpnu vrátil do Boleslavi na hostování. Ani po svém návratu se v Jablonci výrazněji neprosadil do sestavy (na jaře 2002 odehrál čtyři utkání a na podzim znovu jen jedno) a tak se v zimě definitivně vrátil do mateřského klubu, jemuž pomohl roku 2004 k historickému postupu mezi českou fotbalovou elitu. V sezóně 2005/06 debutoval v evropských pohárech a další rok i v české reprezentaci.

### Reading FC
Matějovského výkony v české nejvyšší soutěži neunikly skautům zahraničních klubů, jeho jméno bylo spojováno s přestupem do anglického Liverpoolu, německého Hamburku či rumunské Steaua Bukurešť. 7. ledna 2008 oznámil anglický klub Reading FC, že získal českého středopolaře za 1 420 000 £ na 3½ roku. Sportovní ředitel Readingu Nick Hammond Matějovského několikrát v Mladé Boleslavi sledoval.
V anglickém klubu debutoval 19. ledna 2008 v domácím ligovém utkání s Manchesterem United (prohra 0:2), v 80. minutě šel na hřiště za stavu 0:1.
Svůj první gól v dresu Readingu vstřelil 15. března 2008 v Premier League proti domácímu Liverpoolu FC, v 5. minutě otevřel skóre po rozehrání volného kopu nádhernou střelou z hranice pokutového území do „šibenice“. Na body to však nestačilo, Reading prohrál na Anfield Road 1:2. Po sezóně 2007/08 klub sestoupil do druhé ligy - Football League Championship.
Druhý a poslední gól za anglický klub vstřelil 3. května 2009 v druholigovém domácím utkání proti Birminghamu City, v 61. minutě snižoval na konečných 1:2.

### AC Sparta Praha
V roce 2010 se po vleklých zraněních vrátil zpět do Gambrinus ligy, konkrétně do týmu AC Sparta Praha. Klub ho vykoupil z anglického druholigového Readingu zhruba za 25 milionů korun. Zde Marek zdědil po Patriku Bergerovi dres s číslem 8. Toto číslo nosil již v Mladé Boleslavi a poslední sezonu v Readingu.
8. července 2010 nastoupil v dresu Sparty k historicky prvnímu zápasu českého Superpoháru, který sehrávají mistr ligy (tehdy AC Sparta Praha) a vítěz národního poháru (tehdy FC Viktoria Plzeň) uplynulého ročníku. Sparta vyhrála 1:0 a získala novou trofej.

#### Sezóna 2012/13
V základní skupině I Evropské ligy 2012/13 byla Sparta Praha přilosována k týmům Olympique Lyon (Francie), Hapoel Ironi Kirjat Šmona (Izrael) a Athletic Bilbao (Španělsko). V prvním utkání Sparty 20. září 2012 proti domácímu Lyonu (prohra Sparty 1:2) a 4. října v domácím utkání proti finalistovi Evropské ligy předešlého ročníku Athleticu Bilbao (výhra Sparty 3:1) se Matějovský kvůli zranění nepředstavil. Objevil se až 25. října 2012 v zápase s izraelským týmem Ironi Kirjat Šmona, kde odehrál celý zápas. Sparta Praha si připsala tři body za výhru 3:1, s celkovými 6 si upevnila druhé místo v tabulce základní skupiny za Lyonem. 8. listopadu 2012 v odvetě s Ironi Kirjat Šmonou v Izraeli (hrálo se na stadionu v Haifě) nastoupil v základní sestavě a byl u remízy 1:1. 22. listopadu nastoupil do domácího zápasu s Lyonem, který skončil remízou 1:1. Tento výsledek posunul Spartu Praha již před posledními zápasy základní skupiny do jarní vyřazovací části Evropské ligy z druhého místa (první místo si zároveň zajistil Lyon). Poslední zápas základní skupiny I proti Bilbau absolvoval v základní sestavě 6. prosince 2012, díky remíze 0:0 pražský celek získal ve skupině celkem 9 bodů. V 87. minutě jej na hřišti nahradil Adam Jánoš. Do jarního šestnáctifinále byl Spartě přilosován anglický velkoklub Chelsea FC, Matějovský nastoupil 14. února 2013 v Praze v základní sestavě, pražský celek podlehl doma soupeři 0:1 gólem mladého brazilského fotbalisty Oscara. O týden později v odvetě na Stamford Bridge v 17. minutě rychle rozehrál trestný kop na Václava Kadlece, který míč přistrčil Davidu Lafatovi a ten zblízka prostřelil Petra Čecha. Sparta naději na prodloužení neudržela, ve druhé minutě nastaveného času inkasovala vyrovnávací gól na 1:1 a z Evropské ligy vypadla.

#### Sezóna 2013/14
Před sezónou mu byla odňata kapitánská páska, kterou převzal David Lafata. Matějovský v průběhu podzimní části ztratil jistotu základní sestavy. 30. listopadu 2013 vstřelil vítězný gól na 3:2 v ligovém utkání proti Jablonci a tímto výsledkem střetnutí skončilo. Byla to jeho první ligová trefa v sezóně, obloučkem z úhlu překonal jabloneckého gólmana Valeše. V sezóně 2013/14 slavil se Spartou Praha zisk ligového titulu již ve 27. kole 4. května 2014. V jejím průběhu podepsal s klubem novou smlouvu. 17. května 2014 získal se Spartou double po výhře 8:7 v penaltovém rozstřelu ve finále Poháru České pošty proti Viktorii Plzeň.

## Klubové statistiky
| Sezóna  | Klub              | Soutěž           | Zápasy | Góly |
| ------- | ----------------- | ---------------- | ------ | ---- |
| 1999/00 | FK Mladá Boleslav | 2. liga          | 2      | 0    |
| 2000/01 | FK Mladá Boleslav | 2. liga          | 14     | 1    |
| 2000/01 | FK Jablonec       | 1. liga          | 1      | 0    |
| 2001/02 | FK Jablonec       | 1. liga          | 4      | 0    |
| 2002/03 | FK Jablonec       | 1. liga          | 1      | 0    |
| 2002/03 | FK Mladá Boleslav | 2. liga          | 10     | 1    |
| 2003/04 | FK Mladá Boleslav | 2. liga          | 27     | 2    |
| 2004/05 | FK Mladá Boleslav | 1. liga          | 28     | 1    |
| 2005/06 | FK Mladá Boleslav | 1. liga          | 26     | 5    |
| 2006/07 | FK Mladá Boleslav | 1. liga          | 29     | 0    |
| 2007/08 | FK Mladá Boleslav | 1. liga          | 15     | 1    |
| 2007/08 | Reading FC        | Premier League   | 14     | 1    |
| 2008/09 | Reading FC        | EFL Championship | 22     | 1    |
| 2009/10 | Reading FC        | EFL Championship | 15     | 0    |
| 2010/11 | AC Sparta Praha   | 1. liga          | 23     | 0    |
| 2011/12 | AC Sparta Praha   | 1. liga          | 28     | 1    |
| 2012/13 | AC Sparta Praha   | 1. liga          | 19     | 0    |
| 2013/14 | AC Sparta Praha   | 1. liga          | 22     | 1    |
| 2014/15 | AC Sparta Praha   | 1. liga          | 24     | 0    |
| 2015/16 | AC Sparta Praha   | 1. liga          | 26     | 0    |
| 2016/17 | FK Mladá Boleslav | 1. liga          | 13     | 1    |
| 2017/18 | FK Mladá Boleslav | 1. liga          | 18     | 1    |
| 2018/19 | FK Mladá Boleslav | 1. liga          | 24     | 3    |
| 2019/20 | FK Mladá Boleslav | 1. liga          | 18     | 0    |
| 2020/21 | FK Mladá Boleslav | 1. liga          | 16     | 1    |
|         | CELKEM            |                  | 439    | 21   |

## Reprezentační kariéra

### A-mužstvo
První zápas v A-mužstvu české reprezentace absolvoval Marek Matějovský 7. února 2007 proti Belgii, toto přátelské utkání v Bruselu český celek vyhrál 2:0. Matějovský střídal v 68. minutě Tomáše Galáska.
Marek Matějovský se zúčastnil Mistrovství Evropy 2008 v Rakousku a Švýcarsku, kde česká reprezentace nepostoupila ze základní skupiny.
Na podzim 2009 se vrátil do reprezentace na nepovedeném turnaji ve Spojených arabských emirátech, kde ve dvou zápasech převážně ligový výběr prohrál na penalty se Saúdskou Arábií a poté 2:0 s Ázerbájdžánem. Ve druhém zápase vedl Marek reprezentaci jako kapitán.
V dubnu 2009 prošel aférou, kdy se po prohraném kvalifikačním zápase o MS 2010 se Slovenskem skupina fotbalistů odebrala k "oslavě" při společnosti mladých dam. To neuniklo pozornosti fotografů a sponzoři reprezentace poté tlačili na ČMFS, že takto by se reprezentanti neměli chovat, i když mají "po pracovní době". Na základě této aféry byl Matějovský 8. dubna 2009 vyloučen z reprezentace.

### Reprezentační góly a zápasy
| Gól | Datum        | Stadion                         | Soupeř  | Skóre (min.) | Výsledek | Soutěž                 |
| --- | ------------ | ------------------------------- | ------- | ------------ | -------- | ---------------------- |
| 010 | 17. 10. 2007 | Allianz Arena, Mnichov, Německo | Německo | 00:20 (23.)  | 0:3      | Kvalifikace na ME 2008 |

| Rok    | Zápasy | Góly |
| ------ | ------ | ---- |
| 2007   | 6      | 1    |
| 2008   | 6      | 0    |
| 2009   | 3      | 0    |
| 2011   | 0      | 0    |
| Celkem | 15     | 1    |

## Soukromý život
Je také členem týmu Real TOP Praha, v jehož dresu se zúčastňuje charitativních zápasů a akcí. Se ženou Simonou má dva syny.